# 梅斯維爾 (阿拉巴馬州)
梅斯維爾（英語：Maysville）是一個位於美國阿拉巴馬州麥迪遜縣的非建制地區。該地的面積和人口皆未知。

## 地理
梅斯維爾的座標為34°46′11″N 86°25′49″W / 34.76972°N 86.43028°W，而該地的平均海拔高度為211米（即692英尺）。